# Listă de târguri din statul Arkansas

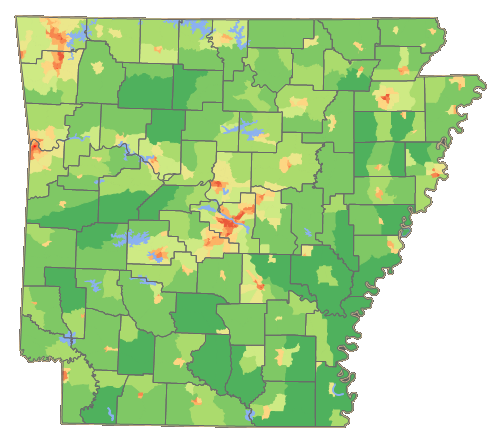
Harta densității populației statului Arkansas indicând densitatea locuitorilor după comitatele acestuia.

Această pagină este o listă de târguri (localități urbane mic) din statul Arkansas, unul din cele 50 de state ale Statelor Unite ale Americii.
- Vedeți și Listă de municipalități din statul Arkansas.
  - Vedeți și Listă de orașe din statul Arkansas.
  - Vedeți și Listă de târguri din statul Arkansas.
  - Vedeți și Listă de sate din statul Arkansas.

respectiv
- Vedeți și Listă de comitate din statul Arkansas.
- Vedeți și Listă de districte civile din statul Arkansas.
- Vedeți și Listă de locuri desemnate pentru recensământ din statul Arkansas.
- Vedeți și Listă de comunități neîncorporate din statul Arkansas.
- Vedeți și Listă de localități din statul Arkansas.
- Vedeți și Listă de localități dispărute din statul Arkansas.
- Vedeți și Listă de rezervații amerindiene din statul Arkansas.

## Târguri din Arkansas

### A
- Almyra
- Alpena ‡
- Avoca

### B
- Beaver
- Bella Vista
- Bellefonte
- Bergman
- Big Flat ‡
- Black Oak
- Blue Eye
- Briarcliff
- Brookland

### C
- Caddo Valley
- Caraway
- Cash
- Concord

### D
- Datto

### E
- Egypt
- Emerson
- Everton

### F
- Fountain Hill

### G
- Garfield
- Gateway
- Gum Springs

### H
- Harrell
- Higden
- Highfill

### L
- Lead Hill
- Lake City

### M
- Menifee

### N
- Nimmons

### O
- Oak Grove
- Okolona
- Omaha

### S
- Saint Charles
- South Lead Hill
- Springtown
- Success

### T
- Tinsman

### V
- Valley Springs

### W
- Whelen Springs

### X, Y, Z
- Zinc

## Vedeți și
- Borough (Statele Unite ale Americii)
- Cătun (Statele Unite ale Americii)
- District civil (Statele Unite ale Americii)
- District desemnat (Statele Unite ale Americii)
- District topografic (Statele Unite ale Americii)
- Loc desemnat pentru recensământ (Statele Unite ale Americii)
- Localitate neîncorporată (Statele Unite ale Americii)
- Municipalitate (Statele Unite ale Americii)
- Oraș (Statele Unite ale Americii)
- Precinct (Statele Unite ale Americii)
- Rezervație amerindiană (Statele Unite ale Americii)
- Sat (Statele Unite ale Americii)
- Târg (Statele Unite ale Americii)
- Teritoriu neorganizat (Statele Unite ale Americii)
- Township (Statele Unite ale Americii)
- Zonă metropolitană (Statele Unite ale Americii)
- Zonă micropolitană (Statele Unite ale Americii)

respectiv
- Census county division
- Designated place, a counterpart in the Canadian census
- ZIP Code Tabulation Area

## Alte legături interne
- Categorie:Liste de comitate din Statele Unite ale Americii după stat
- Categorie:Liste de orașe din Statele Unite după stat
- Categorie:Liste de târguri din Statele Unite după stat
- Categorie:Liste de districte civile din Statele Unite după stat
- Categorie:Liste de sate din Statele Unite după stat
- Categorie:Liste de comunități neîncorporate din Statele Unite după stat
- Categorie:Liste de localități dispărute din Statele Unite după stat
- Categorie:Liste de comunități desemnate pentru recensământ din Statele Unite după stat
- Categorie:Liste de rezervații amerindiene din Statele Unite după stat
- Categorie:Liste de zone de teritoriu neorganizat din Statele Unite după stat

respectiv
- Listă de orașe din statul Arkansas
- Listă de târguri din statul Arkansas
- Listă de districte civile din statul Arkansas
- Listă de sate din statul Arkansas
- Listă de locuri desemnate pentru recensământ din statul Arkansas
- Listă de comunități neîncorporate din statul Arkansas
- Listă de localități din statul Arkansas
- Listă de localități dispărute din statul Arkansas
- Listă de zone de teritoriu neorganizat din statul Arkansas